# Portrait de groupe des régentes de l'hospice des vieillards
Les Régentes de l'hospice des vieillards de Haarlem est un portrait de groupe de quatre régentes et de leur serviteur peint par Frans Hals pour l'Oude Mannenhuis de Haarlem, aux Pays-Bas. Il forme un ensemble avec les Régents de l'hospice des vieillards.

## Historique
Le tableau est traditionnellement daté de 1664, bien qu'aucune preuve archivistique n'ait encore été trouvée pour le confirmer.
Les régentes représentées étaient (de gauche à droite) Adriaentje Schouten, Marijtje Willemsdr (également connue comme régente de Les Dolhuys), Anna van Damme (mariée d'abord à Abraham de Ridder, puis en 1650 à Salomon Cousaert), Adriana Bredenhof (épouse de l'huissier de justice Mattheus Everswijn),.
Le tableau est actuellement accroché à l'endroit même où il a été peint, à savoir l'hospice des vieillards de Haarlem, connu aujourd'hui sous le nom de musée Frans Hals. Selon Pieter Biesboer, le tableau paysager sur le mur arrière n'est pas identifié, mais il pourrait s'agir d'une représentation allégorique du Bon Samaritain, bien que l'on n'y voie aucun personnage,.

## Description
La peinture est une huile sur toile. Elle mesure 170,5 cm de haut et 249,5 cm de large.
Frans Hals a peint les régentes dans son "style libre", avec des coups de pinceau grossiers. L'absence de finition méticuleuse, inhabituelle dans les portraits féminins de Hals, conduit les experts à supposer que ce tableau a été peint vers la fin de sa vie, alors qu'il peignait de manière plus libre que dans ses jeunes années. Le style vestimentaire des femmes place également le portrait bien au-delà des robes à cols roulés des années 1640 et antérieures.
Les femmes, représentées de manière réaliste et sans concession, se couvrent la tête de coiffes sévères. Leurs visages illuminés se distinguent, ainsi que leurs poignets blancs et leurs collerettes blanches. Elles sont toutes habillées en noir et sont représentées sur un fond sombre.
François Dilasser  peintre français né à Lesneven (Finistère) le 5 mars 1926, mort le 16 septembre 2012 à Guilers1 (Finistère), s'est inspiré des régentes de Frans Hals pour réaliser une série intitulée "Les Régentes" https://ddabretagne.org/fr/artistes/francois-dilasser/oeuvres/les-regentes

## Copies duXIXesiècle
Au XIXe siècle, lorsque le style libre de Hals est devenu populaire auprès des impressionnistes, plusieurs copies de ce tableau ont été réalisées :

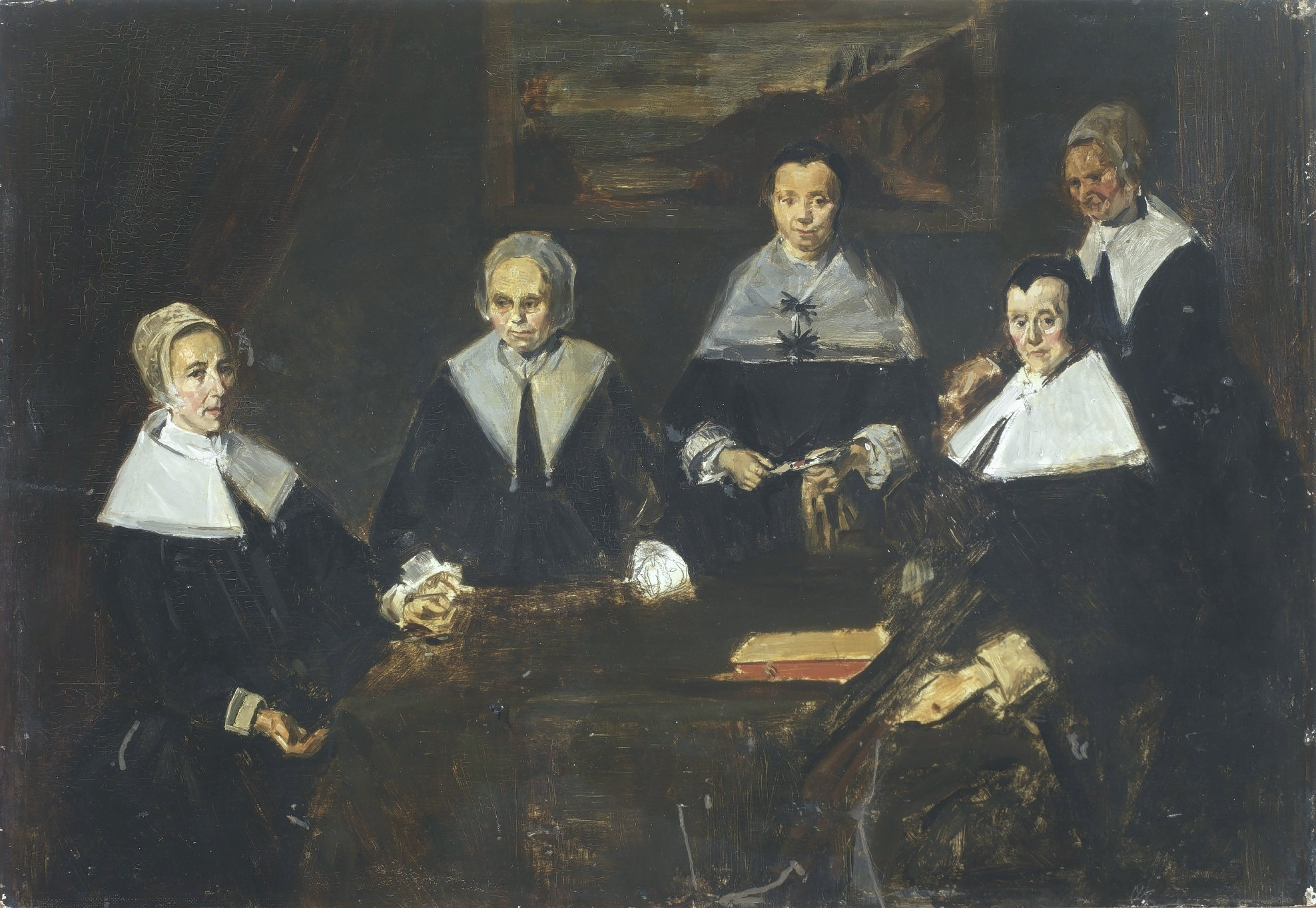
Édouard Manet en fit une copie lors de sa visite du 26 juin 1872
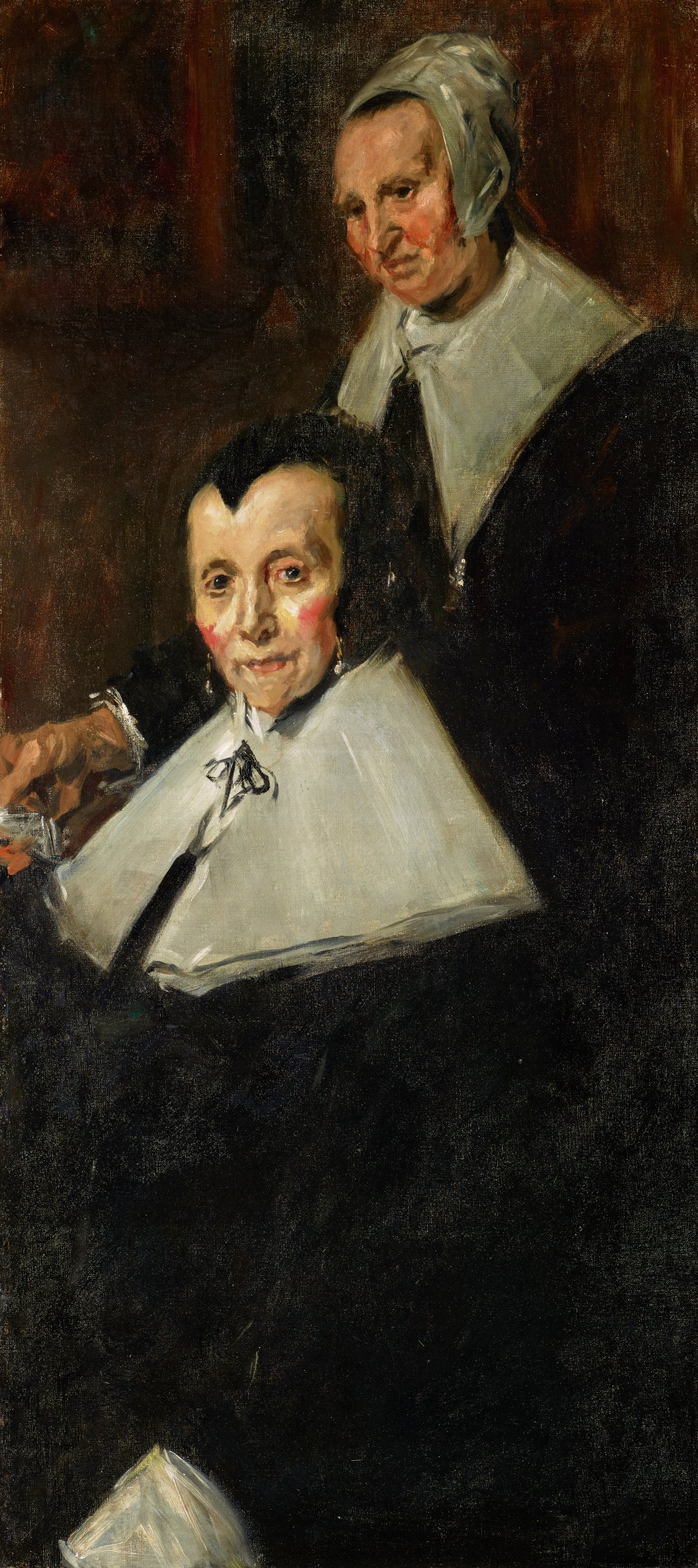
John Singer Sargent a fait une copie de la partie droite
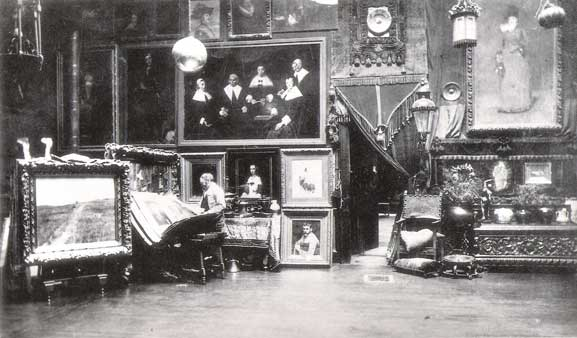
William Merritt Chase en fit une copie qu'il accrocha dans son studio de Tenth Street, New York

Max Liebermann a également réalisé une copie de l'une des têtes,. James Abbott McNeill Whistler s'y rendit en 1882, 1885 et en 1902 pour étudier les peintures de Frans Hals et, selon un témoin de sa dernière visite, fut "complètement charmé par les vieilles femmes". La copie de Manet a été découverte en 2018 et présentée au Musée Frans Hals lors de leur exposition 2018 "Frans Hals et les Modernes". Comme d'autres copies d'après l'œuvre de Hals, la copie donne un aperçu de l'état du tableau à l'époque de Manet.